# Immunosénescence

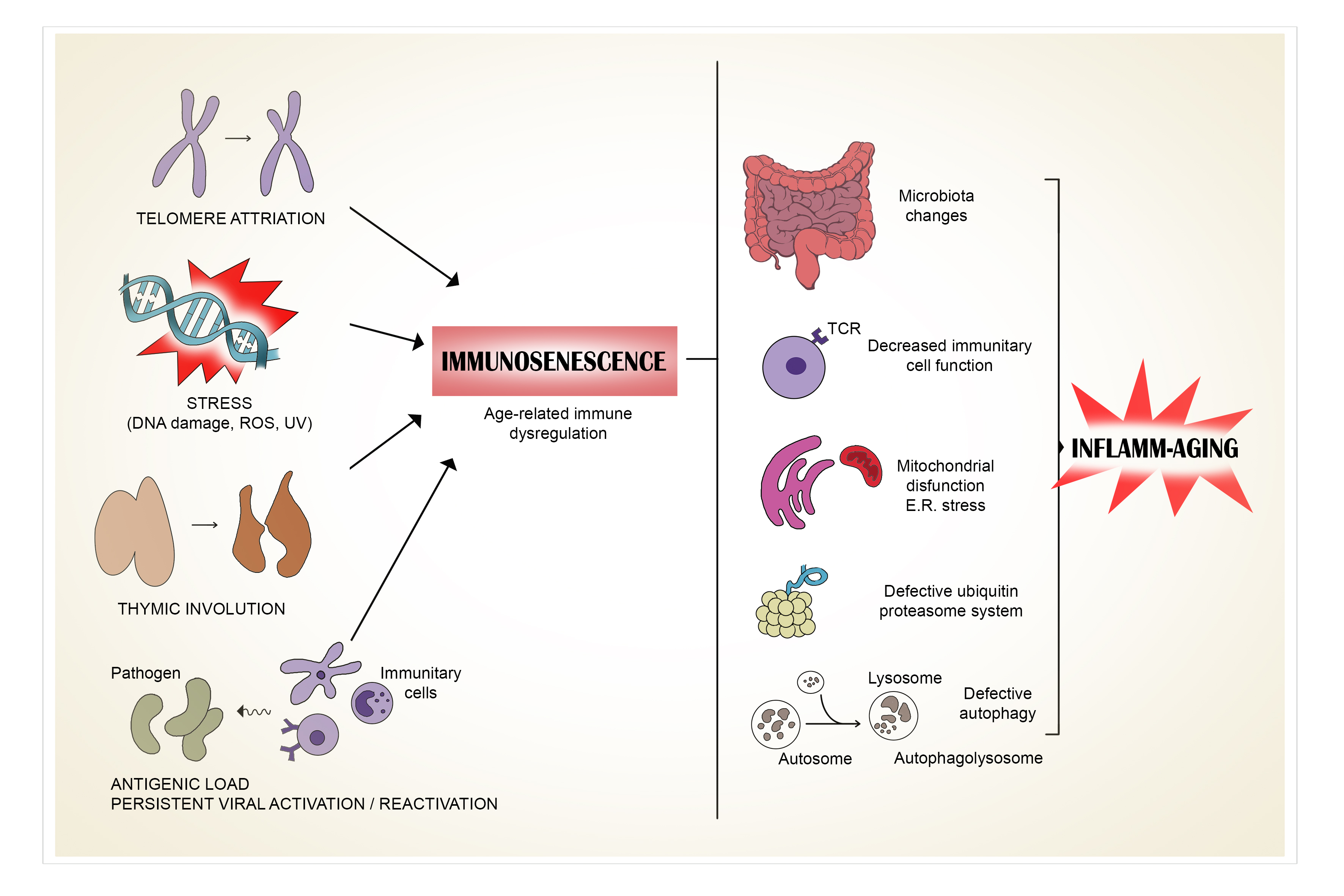
Détérioration progressive du système immunitaire due à l’avancée naturelle de l’âge. Plusieurs facteurs y contribuent, sur l’image nous pouvons voir les plus pertinents. Cette détérioration provoque des changements dans notre organisme qui se traduisent par une inflammation de faible niveau appelée vieillissement immunitaire.

L’Immunosénescence est le phénomène de perte marquée d'efficacité du système immunitaire (immunité innée et/ou adaptative), induite par le vieillissement de l'individu (chez l'homme ou d'autres espèces) ; Dans le contexte de l'augmentation générale de l'espérance de vie ou pour chaque personne âgée il contribue à augmenter la susceptibilité infectieuse du sujet et à diminuer de la réponse immune et vaccinale (dysimmunité), ce qui pose des problèmes particuliers en gérontologie, en épidémiologie et en santé publique.
L'immunosénescence explique en partie la plus grande vulnérabilité des personnes âgées à de nombreuses infections et épidémies (grippe notamment) ; même s'il existe de rares exceptions où un système immunitaire réagissant plus lentement se montre plus efficace (certains microbes déclenchent une réaction trop brutale et violente du système immunitaire, phénomène parfois dénommé « tempête de cytokines » qui peut induire des apoptoses cellulaires en série et la mort éventuelle du patient.. comme ce fut souvent le cas par exemple pour le virus H1N1 de la grippe espagnole ou d'autres virus dits « HP », c'est-à-dire "Hautement pathogènes" ).

## Causes
Elles semblent multiples, liées au vieillissement général de l'organisme.
L'âge n'est cependant pas la seule cause de l'immunosénescence. Celle-ci est aussi induite (ou aggravée) par divers événements de la vie tels que l'involution thymique, les stimulations antigéniques des infections virales chroniques par le virus de l'herpès humain,, mais aussi la malnutrition/dénutrition et/ou la dérégulation d'axes hormonaux importants (axe GH-IGF1 par exemple),,.
L'immunosénescence est parfois aggravées par d'autres facteurs externes comportementaux tels que tabagisme, certaines carences alimentaires, un trouble du métabolisme des vitamines (vitamine D notamment, qui potentialise la réponse innée, mais inversement, inhibe la réponse adaptative), etc.

## Conséquences
l’Immunosénescence contribue - notamment dans une société où l'espérance de vie (et donc le nombre de personnes âgées) augmente - à une forte augmentation de l’incidence   de maladies auto-immunes, de nombreux types de cancers, de l'ostéoporose, de certaines maladies neurodégénératives, du diabète et de la maladie athéromateuse.

### Inflammation chronique
Les modifications immunologiques induites par le vieillissement se traduisent notamment par l'apparition d'un mécanisme de compensation qui génère une inflammation chronique de bas-niveau (inflammaging pour les anglophones) « associé à un relargage de grandes quantités d'agents pro-inflammatoires et de protéases dans les tissus et notamment dans les muqueuses (dont la muqueuse respiratoire) ». 

Outre des maladies infectieuses, la personne âgée risque alors plus de développer des maladies chroniques inflammatoires (BPCO par exemple.

### Effets sur l'efficacité de la vaccination
L'Immunosénescence est estimée être la principale cause d'une moindre efficacité du vaccin chez les personnes âgées, notamment pour le vaccin antigrippal  (sujet qui semble avoir été peu étudié)
Selon une étude rétrospective sur l'immunocompétence liée à l'âge face au virus grippal et basée sur le vaccin trivalent ciblant la grippe saisonnière de l'hémisphère Nord 2011/2012 ; chez les plus de 65 ans les cellules T γδ peuvent encore être activées par l'hémagglutinine recombinante de l'Influenza (grippe) mais moins efficacement. Cette étude a utilisé la  cytométrie en flux multi-paramétrique et s'est basée sur une cohorte de 21 jeunes (19-30 ans) et de 23 personnes âgées (53-67 ans) en bonne santé.

Les cellules T γδ activées et proliférantes (qui constituent de 1 à 10% de tous les lymphocytes T CD3+ de l'Homme ) ont été identifiées par l'expression de deux protéine de type cluster de différenciation, exprimé à la surface des cellules immunitaires : CD38 et Ki-67, et quantifiées aux jours 0, 3, 7, 10, 14, 17 et 21 après la vaccination (Ces lymphocytes T γδ sont des cellules sont proches de celles du système immunitaire inné, mais elles peuvent normalement réagir rapidement lors de l'activation par la libération préprogrammée de cytokines particulières, dont l'interféron (IFN) -γ, l'interleukine IL-4 ou l'IL-17). 

Dans les mêmes conditions, les personnes âgées présentent une production significativement plus basse de lymphocytes T γδ (activés et proliférants) que les jeunes dès le moment de la vaccination, et après la vaccination. 
Les modifications cinétiques des cellules T γδ activées étaient beaucoup plus marquées dans le groupe des jeunes que chez les personnes âgées où elles ne sont apparues que lentement. De plus cette production est nettement plus lente (les titres HAI de la grippe A au jour 21 étaient associés aux fréquences des cellules T Ki67 + γδ au jour 7 chez les jeunes) ce qui laisse te temps au virus de faire plus de dégâts dans l'organisme. Ces cellules ont comme d'autres cellules immunitaires adaptatives une « mémoire », et il a été suggéré que la dégradation de cette « mémoire »  puisse jouer un rôle dans les altérations de la réponse immunitaire induites par le vieillissement de l'individu

Les auteurs en concluent que l'âge altère fortement la réponse des cellules T γδ, ce qui « pourraient avoir des implications négatives sur l'efficacité de la vaccination ».
L'immunosénescence explique que même avec une bonne couverture vaccinale parmi les résidents d'un EHPAD, l'efficacité de la vaccination peut être réduite, d'où les incitations à la vaccination du personnel.

### Valeur diagnostique du rapport neutrophiles sur lymphocytes (RNL)
Lors d'une infection bactérienne, l'organisme augmente sa production de polynucléaires neutrophiles alors que le nombre de lymphocytes diminue (par redistribution et accroissement de leur apoptose). Le RNL (rapport neutrophiles/lymphocytes) pourrait donc théoriquement - lors de la numération de la formule sanguine - aider au diagnostic des fièvres et/ou syndrome inflammatoire en permettant de différencier une étiologie bactérienne d'autres causes. Un RNL élevé lors d'une fièvre et/ou un syndrome inflammatoire plaide pour une origine bactérienne, mais il faut aussi tenir compte du fait que la valeur optimale du RNL face à une infection est modifiée avec l'âge en raison de l'immunosénescence.

### Le cas extrême: l'immunosuppression
Avec l'âge des cas d'immunosuppression surviennent, sources de complications infections particulières (à mycobactéries par exemple, tuberculose notamment et plus rarement d'infections à Nocardia) et éventuellement de risque de diffusion d'antibiorésistances,. Un risques accru d'autres pathologies existe aussi (ex : LEMP (Leucoencéphalopathie multifocale progressive))
Les immunodéprimés présentent un risque accru d’infections sévères, éventuellement nosocomiales et de plaies chroniques (sources de morbidité, de mortalité et de contagion dans les groupes de personnes âgées). Les vacciner est souvent une solution de prévention proposée, mais en sachant qu'ils sont à la fois plus vulnérables au risque de maladie vaccinale (induite par des vaccins vivants atténués quand le système immunitaire n'y réagit pas) et - d'autre part - à une perte d'immunogénicité, avec donc une diminution d'efficacité de la vaccination.